# Трауготт, Наталия Николаевна
Ната́лья Никола́евна Тра́уготт (родилась 8 октября 1904 года, Санкт-Петербург, Российская империя — умерла 1 мая 1994 года, Санкт-Петербург, РФ) — советский врач-нейрофизиолог, доктор медицинских наук. Ученица И. П. Павлова.
В годы Великой Отечественной войны — капитан медицинской службы 55-й армии.

## Биография

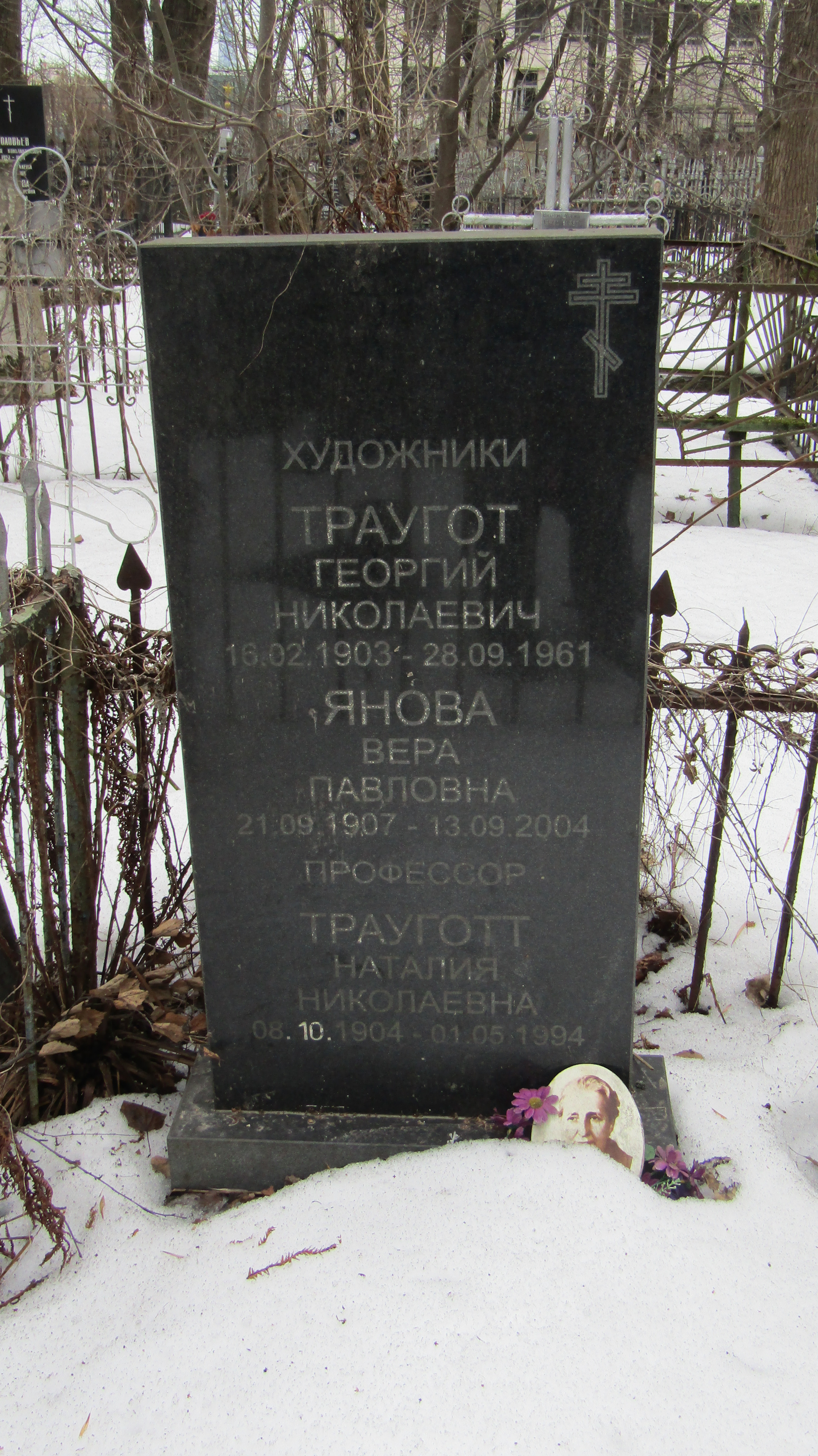
Могила Н. Н. Трауготт. Серафимовское кладбище, Санкт-Петербург

Н. Н. Трауготт родилась в 1904 г. Получила два высших образования — медицинское и педагогическое. Была ученицей академика И. П. Павлова; под его руководством защитила кандидатскую диссертацию, отзыв на которую написал В. М. Бехтерев.
В 1927 г. начинает работать в физиологической лаборатории под руководством А. Г. Иванова-Смоленского. В 30-е годы Н. Н. Трауготт работала в лаборатории при психиатрической клинике, организованной по инициативе И. П. Павлова и руководимой А. Г. Ивановым-Смоленским. В этот же период она руководит школой для детей с алалией в Ортофоническом институте.
В первые дни войны добровольцем ушла на фронт. Капитан медицинской службы, 55-я армия (55 А). Награждения: медаль «За оборону Ленинграда», орден Красной Звезды, орден Отечественной войны 1-й степени, медаль «За победу над Германией», медаль «За победу над Японией».
В 1956 году Н. Н. Трауготт возглавляет лабораторию патологии высшей нервной деятельности Института эволюционной физиологии им. И. М. Сеченова. В 1964 г. Н. Н. Трауготт защищает диссертацию на степень доктора медицинских наук по теме: «О сенсорной афазии и алалии». Умерла Наталья Николаевна в 1994 г., похоронена на Серафимовском кладбище её родного города.
Н. Н. Трауготт приходится родной тётей художникам, братьям Александру и Валерию (1936—2009) Трауготам.

## Вклад в развитие отечественнойнейрофизиологии
Натальей Николаевной Трауготт были проведены масштабные исследования в области изучения физиологии высшей нервной деятельности людей с нарушениями речи, а также изучения физиологии высшей нервной деятельности людей с психопатологическими синдромами (ступор, депрессия и пр.).

### Изучение сенсорной афазии
Она впервые изучает работу слухового анализатора при детской тугоухости, алалии и афазии. С помощью условно-рефлекторной методики ей удаётся выявить своеобразную неполноценность слуховой функции у детей с сенсорной алалией, то есть у детей, у которых при наличии слуха речь отсутствует.
Ею было установлено, что при сенсорной алалии дефект слуховой функции проявляется в непостоянстве ориентировочной реакции на звуковые сигналы, в затруднённом образовании условных реакций на звуки, их непрочности, а также в нарушении дифференцирования звуковых сигналов, особенно комплексных.
Эти особенности объясняют трудности квалификации слуха (объём потерь), и они же объясняют затруднения формирования фонетического слуха и развития речи.
Исследования Трауготт показали, что специфика нарушения слуха при сенсорной алалии и детской сенсорной афазии является парциальным дефектом высшей нервной деятельности.
Ещё в 1930-е годы Трауготт удаётся дифференцировать сенсорную алалию от тугоухости по специфике нарушений слуховой функции.
Ею установлено, что при сенсорной афазии у взрослых так же, как при сенсорной алалии, имеются нарушения не только речевого, но и неречевого слуха в виде замыкательной акупатии. Феномен замыкательной акупатии как общий механизм нарушения неречевого и речевого слуха был впервые в отечественной и мировой физиологии выявлен и описан Н. Н. Трауготт.
В работах Н. Н. Трауготт и её сотрудников было установлено, что при поражении коркового конца любого анализатора (слухового, зрительного, двигательного) при локальных поражениях головного мозга избирательно страдает замыкательная функция коры. Эти представления позволяют Н. Н. Трауготт ответить на дискутируемый вопрос, могут ли изолированно нарушаться речевые и неречевые функции при очаговых корковых поражениях. По её мнению, не может быть разрыва между речевым и неречевым уровнем; неполноценность звукового анализатора при сенсорной афазии выявляется как в отношении речевых, так и в отношении неречевых звуков. Расстройство речевого и неречевого слуха имеют параллельное течение и при нарушении, и при восстановлении речи, и обусловлены единым фактором — неполноценностью работы корковой части данного анализатора. В работах Н. Н. Трауготт и её сотрудников было выявлено своеобразие межанализаторных отношений. В частности, при поражении теменных долей было установлено, что независимо от модальности раздражителей нарушается оценка временных и пространственных отношений.

### Исследования психопатологических синдромов
Существенный вклад в изучение высшей нервной деятельности внесли исследования Натальи Николаевны Трауготт, посвящённые психопатологическим синдромам.
Она установила общие закономерности угнетения и восстановления высшей нервной деятельности при диффузном поражении головного мозга.
Было показано, что при угнетении кортикальной деятельности, как диффузном, так и локальном, раньше всего нарушается замыкательная способность, то есть страдает новый опыт, или процесс обучения.
При диффузном это касается любой деятельности, при локальном — того анализатора, который поражён. Было показано также, что самые разнообразные навыки угнетаются и восстанавливаются в единообразной последовательности: наиболее ранимы поздно приобретённые, менее упроченные и более сложные по своей структуре.
А также что огромное значение в отношении приобретения нового опыта и сохранения старого имеет эмоциональный фактор. Всё эмоционально значимое на протяжении жизни или в данный момент оказывается более прочным и раньше восстанавливается.
Исследования Н. Н. Трауготт оказались значимы для развития отечественной нейрофизиологии и логопедии.

## Труды
- Трауготт Н. Н. О сенсорной афазии и алалии: Дис: ... д.мед.н.  — Л.,1964.
- Трауготт Н. Н., Кайданова С. И. Нарушения слуха при сенсорной алалии и афазии. — М.,1975
- Трауготт Н. Н. О нарушениях взаимодействия сигнальных систем при некоторых остро возникающих патологических состояниях мозга. — М.—Л.: АН СССР, 1957.
- Трауготт Н. Н. Как помочь детям, которые плохо говорят. — СПб., 1994.